# Senach
Senach är en ö i Eritrea.   Den ligger i regionen Södra rödahavsregionen, i den östra delen av landet, 170 km öster om huvudstaden Asmara. Arean är 0,35 kvadratkilometer.
Terrängen på Senach är mycket platt. Öns högsta punkt är 8 meter över havet. Den sträcker sig 0,9 kilometer i nord-sydlig riktning, och 0,5 kilometer i öst-västlig riktning.